# Ресий
Ресий (на нидерландски: Retie) е селище в Северна Белгия, окръг Тьорнхаут на провинция Антверпен. Намира се на 11 km югоизточно от град Тьорнхаут. Населението му е около 10 300 души (2006).